# Xie Nanxing
Xie Nanxing (* 1970 in Chongqing) ist ein chinesischer Künstler.

## Leben
Xie Nanxing wurde 1970 in Chongqing geboren. Er studierte bis 1993 an der Hochschule der Künste Sichuan. Bekannt wurde er einem größeren Publikum bei der 48. Biennale in Venedig 1999. Xie lebt und arbeitet in Peking und Chengdu.

## Werk
Xie arbeitet überwiegend mit Malerei. Seine Arbeiten basieren auf unscharfen oder überbelichteten Fotos, die er in Zeitungen oder im Fernsehen findet und in Malerei überträgt. Dabei trägt er die Farben in mehreren dünnen Schichten auf, so dass der Eindruck von Räumlichkeit und Tiefe entsteht.

## Auszeichnungen
- 1999 und 2000: Chinese Contemporary Art Award[4]

## Ausstellungen (Auswahl)
- 1999: 48. Biennale di Venezia
- 2000: 3. Shanghai Biennale
- 2002: Painting on the move, Kunsthalle Basel
- 2005: Xie Nanxing, Kunstverein Harburger Bahnhof, Hamburg[5]
- 2005: a kind of magic, Kunstmuseum Luzern
- 2005: Mahjong, Kunstmuseum Bern
- 2007: documenta 12, Kassel
- 2007: Mahjong, Museum der Moderne Salzburg
- 2007: China Welcomes You … Kunsthaus Graz
- 2007: City-net Asia 2007, Seoul Museum of Art, Seoul
- 2012: Omen – Chinese New Art, Shanghai Art Museum, Shanghai
- 2017: Paradoxa, Museo d’Arte Moderna e Contemporanea - Casa Cavazzini, Udine
- 2018: Xie Nanxing: Spices, UCCA - Ullens Center for Contemporary Art, Beijing[6]
- 2019: Chinese Whispers - Neue Kunst aus der Sigg Collection, Museum für angewandte Kunst (Wien), Wien
- 2021: Mask and Shadow - Xie Nanxing, Pingshan Art Museum, Shenzhen